# Битва у замка Святого Георгия
Битва у замка Святого Георгия — битва, произошедшая 9 сентября 1320 года на Пелопоннесе у замка Святого Георгия между армией Византийской империи под командованием Андроника Асеня и войском Ахейского княжества под руководством главного коннетабля княжества Бартоломео II Гизи и бальи Мореи Трогисио.

## Предыстория. Вторжение Андроника Асеня в Аркадию
В 1315 году правителем византийской Мореи с центром в Мистре был назначен энергичный Андроник Асень. К тому времени Ахейское княжество ослабло, чем и решил воспользоваться Андроник, который начал последовательное отвоёвывание Пелопоннеса.
В 1320 году Андроник с войском вторгся в Аркадию. Он захватил замки Каритена и Акова (в некоторых источниках сообщается, что Асень сумел овладеть этими укреплениями с помощью подкупов кастелянов). Взятие Аковы обеспечило Андронику плацдарм для будущих завоеваний. Далее византийский полководец осадил замок Святого Георгия. К гарнизону замка спешил на помощь бальи Мореи, некий Трогисио. В войске франков присутствовали также отряд тевтонцев во главе с великим магистром Тевтонского ордена и солдаты из ордена Святого Иоанна. С этой армией Трогисио выступил к замку Святого Георгия. В войске также находились епископ Оленоса и главный коннетабль Ахейского княжества Бартоломео II Гизи. К этому времени византийцы смогли подкупить кастеляна замка Святого Георгия и захватили крепость.

## Сражение
Для достижения победы Андроник решил пойти на хитрость. Он вывесил на замке флаги Ахейского княжества, показывая, что замок будто бы всё ещё контролируется анжуйцами. В самой же крепости византийский военачальник оставил большую часть своего войска, в то время как остальных солдат разместил снаружи замка.
Когда отряды Ахейского княжества прибыли под стены крепости, Андроник приказал отступить той части войска, которая находилась вне замка. Анжуйцы были удовлетворены успехом и приготовились войти в крепость. И тогда византийцы атаковали всеми силами: из замка и извне его. Таким образом, армия Ахейского княжества подверглась нападению с двух сторон и была полностью разбита. В бою погиб магистр Тевтонского ордена, а многие знатные рыцари, в числе которых были главный коннетабль Ахейского княжества Бартоломео II Гизи и епископ Оленоса (лишившийся во время сражения уха), попали в плен.

## Последствия
После этой победы, в конце 1320 года Андроник захватил замок Полифенгос в северной Аркадии. Епископа Оленоса Андроник сразу же отпустил из-за его высокого звания, а главного коннетабля Ахейского княжества отослал в Константинополь и заключил в тюрьму, где тот пробыл до своего освобождения венецианцами. Местные франкские лорды приняли подданство Византийской империи, а в следующем поколении начали переходить в православную веру и заключать браки с православными византийцами, смешиваясь с коренным населением.
В результате битвы Ахейскому княжеству был нанесён сильный удар.